# عز الدين العراقي
عز الدين العراقي (مواليد 1929 بفاس - 1 فبراير 2010) كان طبيبا وسياسيا مغربيا. من أبرز مناصبه أنه كان الوزير الأول في المغرب من 1986 حتى 1992.

## سيرته
وُلد عز الدين العراقي في 1 مايو 1929 بمدينة فاس في المغرب لعائلة من الطبقة المتوسطة، وتلقى تعليمه الابتدائي والثانوي في مدينة فاس قبل أن ينتقل إلى فرنسا لدراسة الطب. وفي عام 1957 حصل عز الدين العراقي على درجة الدكتوراه من كلية الطب بباريس، ثُم عاد إلى المغرب حيث عمل كطبيب داخلي في عدد من المستشفيات العمومية المغربية، ثُم كمساعد للطبيب الرئيسي في إقليم وجدة، ثُم عُين في عام 1958 كمدير لديوان وزير التربية الوطنية في المغرب، وفي عام 1959 أصبح مديرا لديوان وزير الصحة العمومية. عين عز الدين العراقي بعد ذلك مديرًا للمركز الاستشفائي الجامعي ابن سينا في الرباط، وفي عام 1960 أصبح رئيسا لمصلحة الأمراض والجراحة الصدرية بالمغرب.
حصل عز الدين العراقي في ديسمبر 1967 على شهادة التبريز في الطب ليصبح أستاذاً بكلية الطب، ثُم أستاذاً متفرغًا بنفس الكلية في عام 1972. وفي 10 أكتوبر 1977 عين عز الدين العراقي وزيرا للتربية الوطنية وتكوين الأطر في حكومة أحمد عصمان، وفي 5 نوفمبر 1981 اختير كوزير للتربية الوطنية في الحكومة التي شكلها المعطي بوعبيد، ثم تقلد نفس المنصب في الحكومة التالية التي شكلها محمد كريم العمراني في 30 نوفبر 1983 واستمرت حتى أبريل 1984. وفي 12 مارس 1986 عُيّن عز الدين العراقي كنائب للوزير الأول إلى جانب منصبه كوزير للتربية الوطنية. وفي 30 سبتمر 1987 كُلف عز الدين العراقي بتشكيل الحكومة بعد أن عينه الملك الحسن الثاني وزيرًا أول للمملكة المغربية، وهو المنصب الذي ظل يشغله حتى 11 أغسطس 1992.
نشر عز الدين العراقي العديد من المؤلفات والأبحاث الطبية والأدبية داخل المغرب وخارجها، وكان عضوا في اتحاد كتاب المغرب، وعضوا في أكاديمية المملكة المغربية اعتبارًا من أبريل 1982، إلى جانب عضوية العديد من الجمعيات العلمية الوطنية والدولية الأخرى. وفي 23 نوفمبر 1982 انتخب عز الدين العراقي كنائب لرئيس الدورة الطارئة الرابعة لمؤتمر منظمة التربية والثقافة والعلوم التابعة للأمم المتحدة (اليونسكو)، والتي عقدت في العاصمة الفرنسية باريس، ثم نتخب في أكتوبر 1985 كنائب لرئيس الدورة الثالثة والعشرين للمؤتمر العام لليونسكو، والتي عقدت في مدينة صوفيا ببلغاريا. وفي يناير 1986، انتخب عز الدين العراقي رئيسا للجنة التنفيذية للاتحاد العربي للتربية البدنية والرياضة، خلال الاجتماع التأسيسي للاتحاد، والذي عقد بمدينة الرباط.
عُين عز الدين العراقي في أغسطس 1994 رئيسا لمجلس إدارة جامعة الأخوين بإفران بموجب مرسوم من الملك الحسن الثاني. رُشح عز الدين العراقي لمنصب الأمين العام لمنظمة المؤتمر الإسلامي في فبراير 1996. وفي 12 ديسمبر 1996، انتخب عز الدين العراقي أمينًا عامًا لمنظمة المؤتمر الإسلامي خلال المؤتمر الرابع والعشرين لوزراء الخارجية الذي عقد في جاكرتا بإندونيسيا، ثم تم تنصيبه رسميًا في ديسمبر 1997 خلال القمة الإسلامية الثامنة التي عقدت في العاصمة الإيرانية طهران.

### المناصب
- 10 أكتوبر 1977، وزيرا للتربية الوطنية وتكوين الأطر بالحكومة المغربية.
- 12 مارس 1986، نائبا للوزير الأول إلى جانب منصبه كوزير للتربية الوطنية.
- 30 سبتمبر 1986، وزير أول في الحكومة المغربية إلى غاية 20 أغسطس 1992[5][6][7][8][9]..
- أغسطس 1994، رئيسا لمجلس إدارة جامعة الأخوين بإيفران.
- ديسمبر 1997 أمينا عاما لمنظمة المؤتمر الإسلامي.

## تعريب التعليم
يُنسب لعز الدين العراقي الفضل في إقرار تدريس وتلقين المناهج والمواد العلمية في المغرب باللغة العربية حتى مرحلة الباكالوريا فيما عُرف بتعريب التعليم، وهو القانون الذي تم إقراره في عام 1977.

## وفاته
توفي عز الدين العراقي في صباح يوم الإثنين الموافق 1 فبراير 2010 بالرباط عن عمر ناهز 81 عامًا.

## هوامش ومصادر
- الوزير الأول الأسبق السيد عز الدين العراقي في ذمة الله، من وكالة المغرب العربي للأنباء (بالعربية)

## روابط خارجية
- عز الدين العراقي على موقع مونزينجر (الألمانية)